# トレンチーン県
トレンチーン県（トレンチーンけん、Trenčiansky kraj）は、スロバキアの県の一つである。県都は、トレンチーン。
スロバキアの北西部に位置し、北にチェコと接する。

## 下位行政区画
- バーノウツェ・ナド・ベブラヴォウ郡（英語版）（Okres Bánovce nad Bebravou）
- イラヴァ郡（英語版）（Okres Ilava）
- ミヤヴァ郡（英語版）（Okres Myjava）
- ノヴェー・メスト・ナド・ヴァーホム郡（英語版）（Okres Nové Mesto nad Váhom）
- パルチザーンスケ郡（英語版）（Okres Partizánske）
- ポヴァシュスカー・ビストリツァ郡（英語版）（Okres Považská Bystrica）
- プリエヴィザ郡（英語版）（Okres Prievidza）
- プーホウ郡（英語版）（Okres Púchov）
- トレンチーン郡（英語版）（Okres Trenčín）

## 主な都市
- トレンチーン
- プリエヴィドザ
- ポヴァシュスカー・ビストリツァ（英語版）